# Chocóskogssångare
Chocóskogssångare (Myiothlypis chlorophrys) är en fågel i familjen skogssångare inom ordningen tättingar.

## Utseende och läte
Chocóskogssångare är en liten skogssångare med gul undersida och tydliga mörka band genom ögat och på hjässidorna. Central på hjässan finns en orange fläck, men detta kan vara svårt att se i fält. Arten liknar trestrimmig skogssångare, men har gulare fjäderdräkt, smalare hjässband och saknar denna arts halvmåneformad teckning under ögat. Sången består av en stigande och accelererande sträv drill.

## Utbredning och systematik
Chocóskogssångare förekommer i tropiska sydvästra Colombia (Cauca och Nariño) till nordvästra Ecuador. Den behandlas som monotypisk, det vill säga att den inte delas in i några underarter. Fågeln betraktades tidigare ofta som en underart till M. chrysogaster men urskiljs numera allmänt som egen art.

## Levnadssätt
Chocóskogssångare hittas i bergsbelägen molnskog. Den ses i par eller smågrupper, födosökande i skogens mellersta och nedre skikt. Den slår ofta följe med kringvandrande artblandade flockar.

## Status och hot
Arten har ett stort utbredningsområde, men tros minska i antal, dock inte tillräckligt kraftigt för att den ska betraktas som hotad. Internationella naturvårdsunionen IUCN listar arten som livskraftig (LC).

## Namn
Chocó är ett område i nordvästra Colombia tillika ett departement.